# Norðri, Suðri, Austri und Vestri
Norðri, Suðri, Austri und Vestri sind die vier Zwerge in der nordischen Mythologie, die den Himmel stützen.
Sie werden in der Völuspá im Dvergatal als Erdzwerge genannt. Ihre Namen stammen aus dem Altnordischen und werden von den Bezeichnungen für die Himmelsrichtungen abgeleitet: Norðri von norðr ‚Norden‘, Suðri von suðr ‚Süden‘, Austri von austr ‚Osten‘ und Vestri von vestr ‚Westen‘. Die Zwerge stellen offenbar Personifikationen der vier Himmelsrichtungen dar.
Ein jeder von ihnen stützt den Himmel, der aus Ymirs Schädel besteht, und zwar in der Himmelsrichtung, die seinem Namen entspricht, also Norðri den Norden, und so fort. Das schließt man aus Snorri Sturlusons Gylfaginning:
„Tóku þeir ok haus hans ok gerðu þar af

himin ok settu hann upp yfir jörðina með

fjórum skautum, ok undir hvert horn settu

þeir dverg. Þeir heita svá: Austri, Vestri, Norðri, Suðri.“
„Sie [die Götter] nahmen auch seinen [Ymirs] Schädel,

machten daraus den Himmel und setzten ihn an

vier Ecken auf die Erde. Und in jede dieser Ecken stellten

sie einen Zwerg; sie heißen so: Austri, Westri, Nordri und Sudri.“
– SNORRI STURLUSON: Prosa-Edda: Gylfaginning 8
Auch wenn diese sprechenden Namen angesichts der kosmischen Aufgabe konstruiert wirken: die Vorstellung von vier Zwergen, die den Himmel stützen, ist keine literarische Erfindung von Snorri Sturluson. Sie wird bereits im 10. Jahrhundert in einem Lied von Hallfreðr Óttarsson vandræðaskáld erwähnt.
Die Zwergennamen wurden dementsprechend auch für Umschreibungen des Himmels verwendet. So schreibt Snorri Sturluson im Skáldskaparmál:
„Hvernig skal kenna himin?

Svá, at kalla hann […] erfiði eða byrði dverganna

eða hjálm Vestra ok Austra, Suðra, Norðra, […]

Svá kvað Arnórr jarlaskáld: […]

Björt verðr sól at svartri,

sökkr fold í mar dökkvan,

brestr erfiði Austra,

allr glymr sjár á fjöllum.“
„Wie soll man den Himmel umschreiben? -

Indem man ihn […] Mühe oder Bürde der Zwerge

und Dach Westris, Austris, Sudris oder Nordris [nennt]. […]

So dichtete Arnor, der Skalde der Jarle: […]

Die strahlende Sonne wird schwarz,

die Erde versinkt im dunklen Meer,

Austris Bürde birst,

das ganze Meer, tost über die Berge.“
– SNORRI STURLUSON: Prosa-Edda: Skáldskaparmál 23
Ihre Namen werden auch in den Þulur als Zwergennamen genannt.